# Мидлет
Мидлет (англ. MIDlet, от англ. MID «Mobile Information Device» и англ. -let «нечто маленькое»)  — приложение для профиля MIDP платформы Java ME. Примером мидлетов являются игры для мобильных телефонов. Приложения MIDP названы «мидлетами» по аналогии с терминами «апплет» и «сервлет».
Основной файл дистрибутива мидлета имеет расширение jar. Кроме него, в дистрибутив может входить текстовый jad-файл, указывающий на месторасположение jar-файла и содержащий другие параметры. Мидлет может быть написан так, что без jad-файла его работа будет невозможна. Пример такой реализации — вынесение в jad-файл строковых ресурсов для упрощения их локализации.
Мидлет должен удовлетворять следующим требованиям, чтобы его можно было запустить на мобильном телефоне:
- Главный класс должен быть потомком класса javax.microedition.midlet.MIDlet.
- Файлы классов должны быть обработаны (преверифицированы, от англ. preverification «предварительная проверка») утилитой preverifier.
- Файлы классов и ресурсов должны быть упакованы в zip-архив с расширением jar (например, утилитой jar).
- В некоторых случаях jar-файл должен быть подписан мобильным оператором.